# Jardin Lionel-Assouad
Le jardin Lionel-Assouad est un espace vert du 14e arrondissement de Paris, en France.

## Situation et accès
Le site est accessible par le 18, rue de Châtillon.
Il est desservi par la ligne 4 à la station Alésia.

## Origine du nom
Ce site rend hommage à Lionel Assouad (1930-2010), un homme politique français, ancien maire du 14e arrondissement.

## Historique
Le jardin est créé en 2000. Sans nom, il est dénommé par déliberation du Conseil de Paris de mai 2015.